# Sarah Schatton
Sarah Schatton (* 19. Februar 1988 in Berlin) ist eine deutsche Fußballspielerin.

## Karriere
Schatton begann ihre Karriere in der Saison 2005/06 beim FSV Frankfurt, für den sie in ihrer Debütsaison in 21 Saisonspielen auflief. Danach wechselte sie zum Lokalrivalen 1. FFC Frankfurt, kam dort aber zunächst nur in der Reservemannschaft zum Einsatz. Im Vorfeld der 2. Runde des UEFA Women’s Cup 2008/09 wurde Schatton von Günter Wegmann erstmals in den Kader der ersten Mannschaft des 1. FFC berufen und erzielte im Spiel gegen den norwegischen Vertreter Røa IL umgehend zwei Treffer. Im November 2008 rückte sie endgültig in den Bundesligakader Frankfurts auf, wo sie bis zum Saisonende auf elf Einsätze kam. In der Saison 2009/10 kam Schatton hingegen nicht zum Einsatz und wechselte schließlich zum 1. FC Saarbrücken, dem sie auch nach dem Erstligaabstieg im Sommer 2011 treu blieb. Seit dem 1. Januar 2015 spielt sie beim Berliner Verein SV Lichtenberg 47.